# Falkenrehder Wublitz
Das Naturschutzgebiet Falkenrehder Wublitz liegt im Landkreis Havelland in Brandenburg. Es ist nach dem Ortsteil Falkenrehde, zugehörig zu Ketzin/Havel, und dem dortigen Havel-Nebenarm Wublitz benannt. 
Das 97,67 ha große Gebiet mit der Kennung 1504, das mit Verordnung vom 8. April 2002 unter Naturschutz gestellt wurde, erstreckt sich nördlich von Uetz-Paaren zu beiden Seiten des Havelkanals. Östlich verläuft die A 10 und erstreckt sich das 1156,36 ha große Naturschutzgebiet Ferbitzer Bruch, westlich verlaufen die Landesstraßen L 2014 und L 862.

## Schutzzweck
Das Naturschutzgebiet wurde zur Erhaltung und Entwicklung des Areals geschaffen. Dabei geht es um den Schutz eines typischen Gebietes der Havelniederung und eines Teils der Wublitz, das bestandsbedrohten Pflanzen und Tieren einen Lebensraum bietet. Außerdem erfüllt es eine wichtige Funktion als Teil einer Biotopverbundkette von Feuchtgebieten und soll die Entwicklung des Landschaftswasserhaushalts unterstützen.

## Flora und Fauna
Im Naturschutzgebiet Falkenrehder Wublitz finden sich seltene Pflanzengruppen, insbesondere Schwimmblattgesellschaften, Röhrichte, Feuchtwiesen und Erlenbruchwälder.
Das Gebiet ist ein wichtiges Brut- und Nahrungshabitat für Vögel wie Eisvögel, Krickenten, Tüpfelsumpfhühner, Baumfalken, Wachteln und Neuntöter. Für Reptilien, Amphibien und Insekten wie Zauneidechsen, Rotbauchunken und Tagfalter, dient es als Nahrungs- und Fortpflanzungsraum. Für wassergebundene Säugetiere wie den Fischotter ist es ein Rückzugsraum.